# Јоже Херманко
Јоже Херманко (словен. Jože Hermanko; Марибор, 2. март 1901 — Марибор, 30. октобар 1941), учесник Народноослободилачке борбе и народни херој Југославије.

## Биографија
Херманко је 1926. године дипломирао на катедри за геодезију Факултета техничких наука у Љубљани. Године 1923. примљен је у Комунистичку партију Југославије. Од 1927. године блиско је сарађивао са руководством окружне партијске организације у Марибору. Од 1931. до 1932. године био је секретар Окружног одбора КПЈ. Након откривања илегалне партијске везе између Беча и Загреба преко Марибора у мају 1932. године, Херманко бива ухапшен и осуђен на затворску казну од 4 године. Затворску казну одслужио је у затвору у Сремској Митровици. Од 1938. до 1941. године био је ангажован на образовању младих припадника КПС-а у Марибору. Након немачке инвазије на Југославију придружио се ОФ-у и тајно је радио у Марибору. Откривен је и ухапшен 26. октобра 1941. године и стрељан 30. октобра.
Указом председника ФНР Југославије Јосипа Броза Тита, 27. новембра 1953. године, проглашен је за народног хероја.